# Starlight Express Theater

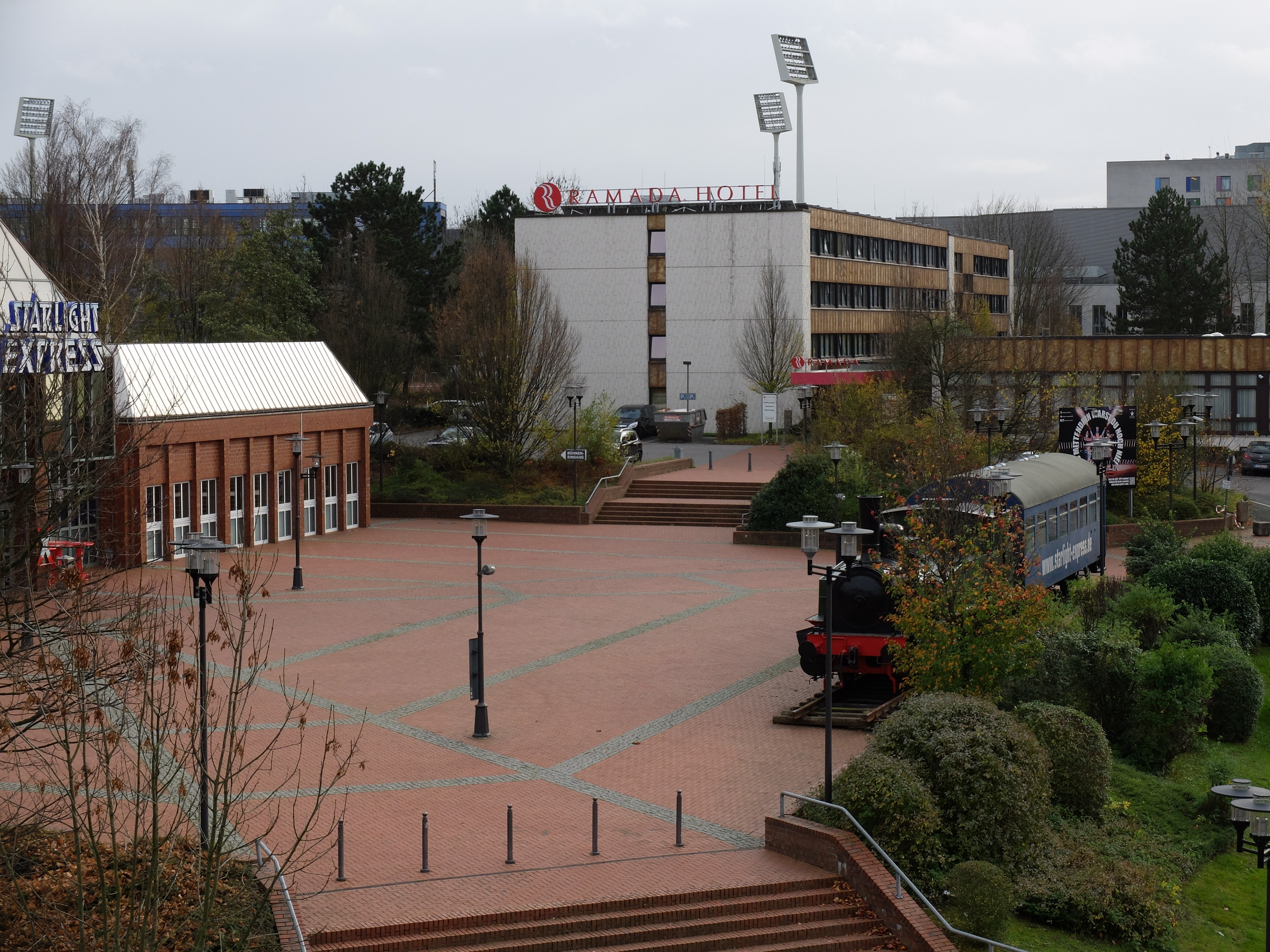
Theatervorplatz
mit preußischer T 9^{1}

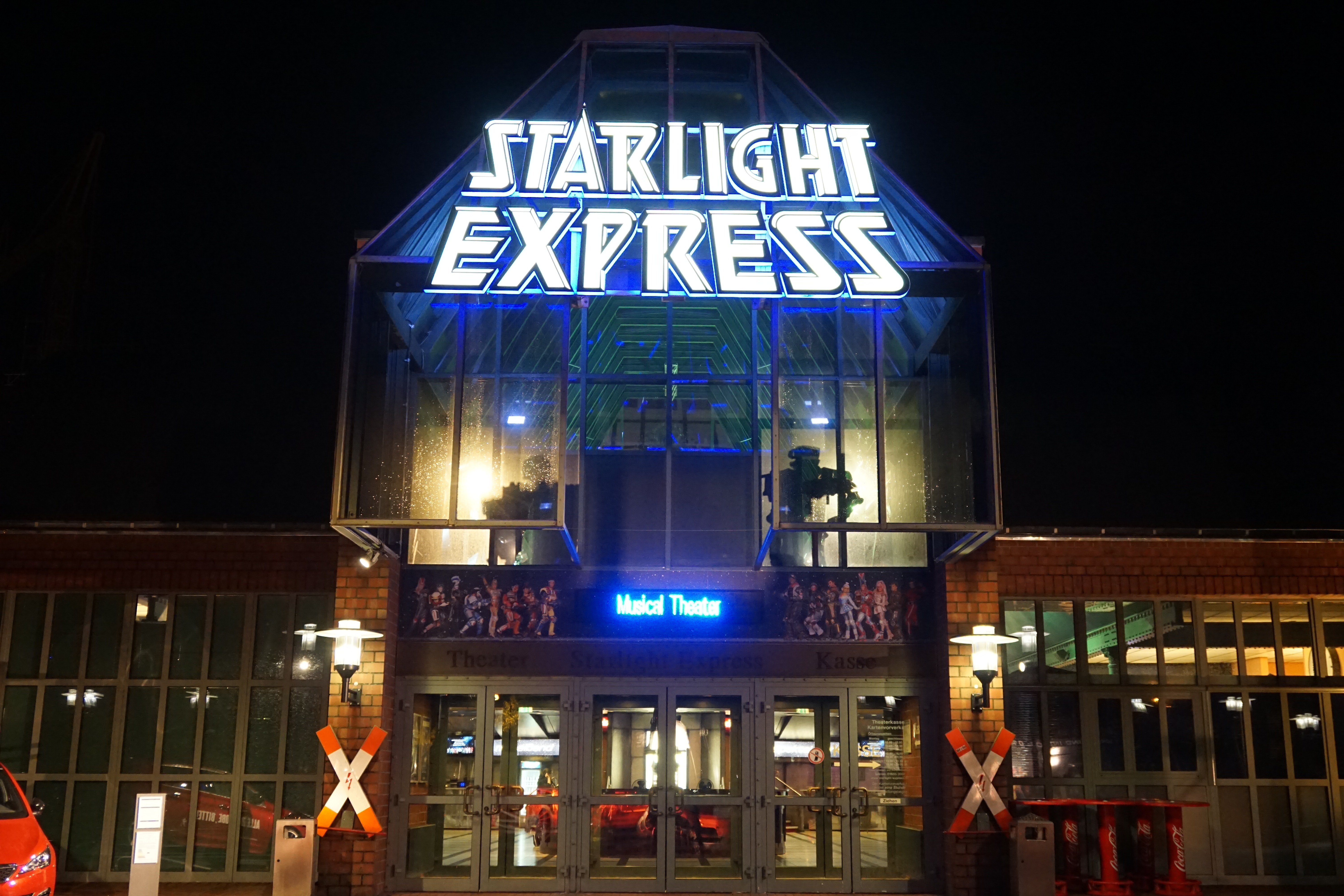
Theaterportal

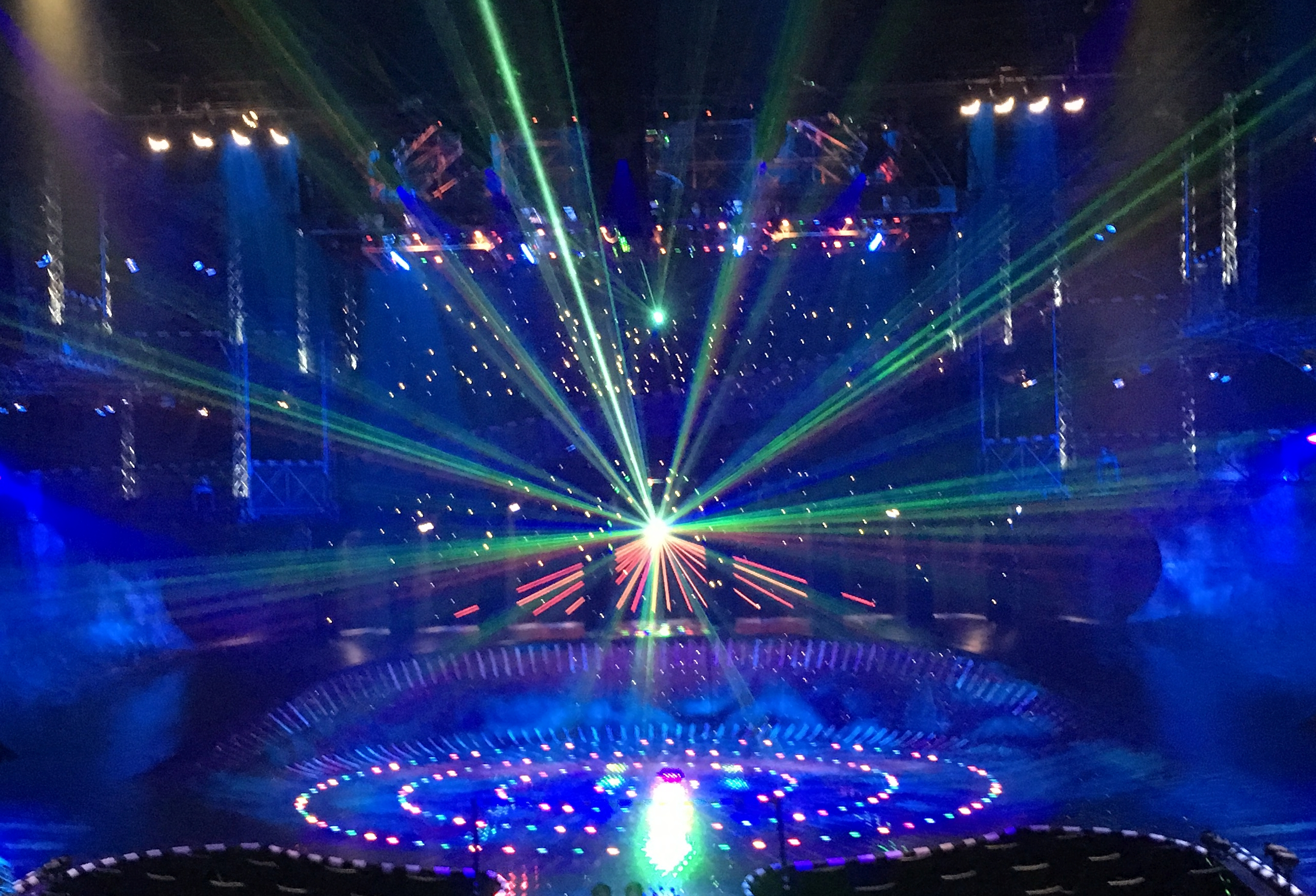
Innenraum des Theaters nach Ende der Show (Mai 2018).

Das Starlight Express Theater in Bochum ist eine 1988 eröffnete Spielstätte, in der das Musical Starlight Express von Andrew Lloyd Webber und Richard Stilgoe aufgeführt wird.

## Beschreibung
Das Theater befindet sich neben dem Veranstaltungszentrum RuhrCongress nahe der Bundesautobahn 40 und ist mit der Stadtbahn Bochum erreichbar.
Mit dem Theater entstand erstmals ein Gebäude, in dem ausschließlich ein Stück aufgeführt werden sollte. Dies sowie die kurze Bauzeit von knapp einem Jahr führten zu einem Eintrag im Guinness-Buch der Rekorde. Der Bau kostete rund 24 Millionen Deutsche Mark. Vor dem Theater befindet sich als „Nostalgie-Lok“ eine preußische T91, die am 9. November 2015 die Hibernia 41-E ablöste. Die Lokomotiven stellt das Eisenbahnmuseum Bochum-Dahlhausen zur Verfügung.

## Nutzung
Starlight Express in Bochum ist ein Theater der Unternehmensgruppe Mehr! Entertainment und steht unter der Leitung der Geschäftsführer Maik Klokow und Günter Irmler. Die deutschsprachige Erstaufführung des Musicals fand am 12. Juni 1988 statt. 2008 und 2018 wurde die Inszenierung überarbeitet.
Herzstück der 1.100 Quadratmeter großen Bühne ist ein 9 Tonnen schweres Brückenelement, das in alle Richtungen schwenkbar ist und die verschiedenen Spielebenen miteinander verbindet. Das Auditorium bietet rund 1.650 Gästen Platz. Auf der 280 Meter langen Rollbahn, die über drei Ebenen mit einer Höhendifferenz von 7,5 Metern führt, skaten die Darsteller mit bis zu 60 Kilometern pro Stunde auch unmittelbar durch die Parkettreihen.
Mit über 18 Millionen Besuchern ist Starlight Express in Bochum das aktuell erfolgreichste Musical der Welt an einem Standort (Stand: Oktober 2022).

## Kritik
Die Investition von 24 Millionen Deutsche Mark war umstritten, da Kritiker mit einer Unrentabilität rechneten.